# Compacta (Schriftart)

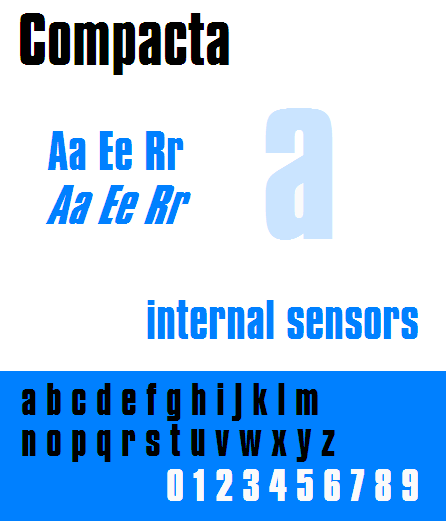

Die Compacta ist eine Grotesk-Schriftart aus dem Jahr 1963. Die Schriftart wurde von dem Typografen Fred Lambert für die britische Firma Letraset gestaltet.

## Entstehung und Verwendung
Die Compacta ist die erste selbst gestaltete Schrift der Firma Letraset gewesen. Ihre Gestaltung ist maßgeblich von den alten britischen Werbeplakaten der 1920er- und 1930er-Jahre geprägt. Mit der Compacta ist es möglich, auf begrenztem Raum viel Text für Überschriften zu setzen.

## Klassifikation der Schrift
Hans Peter Willberg würde sie in seiner Klassifikationsmatrix als statische Grotesk einordnen.

## Ähnliche Schriftarten
- Haettenschweiler
- Impact